# Мальмквист, Сив
Мальмквист, Сив Гуннел Маргарета (швед. Siw Gunnel Margareta Malmkvist; родилась 31 декабря 1936 года, Борстахусен, Ландскруна) — шведская актриса и певица.
В 1964 году стала первым шведским артистом, попавшим в американский Billboard Hot 100. Ей принадлежит около 40 песен, попадавших в шведские хит-парады, и около 20 песен, попадавших в немецкие хит-парады. В общей сложности на протяжении 50 лет Мальмквист записала около 600 песен на 10 языках (шведском, датском, норвежском, финском, голландском, немецком, английском, французском, итальянском, испанском), что делает ее одной из самых продуктивных и успешных шведских певиц.
Дважды принимала участие в конкурсе песни «Евровидение», при этом в 1960 году представляла на конкурсе Швецию, а девять лет спустя — ФРГ.
В 2016 году Сив Мальмквист была включена в Шведский зал музыкальной славы.